# André Knöfel
André Knöfel est un astronome amateur allemand né à Berlin, Allemagne, le 30 octobre 1963.
Knöfel, météorologue de profession, est à la tête du Fireball Data Center de l'International Meteor Organization. Le Centre des planètes mineures le crédite de la découverte de dix-huit astéroïdes, découvertes effectuées entre 1998 et 2007, dont certaines avec la collaboration de Jens Kandler et Gerhard Lehmann.
L'astéroïde (16438) Knöfel lui a été dédié.

## Astéroïdes découverts
| (17821) Bölsche        | 31 mars 1998      |
| (20512) Rothenberg     | 10 septembre 1999 |
| (20518) Rendtel        | 12 septembre 1999 |
| (20522) Yogeshwar      | 13 septembre 1999 |
| (21686) Koschny        | 11 septembre 1999 |
| (38268) Zenkert        | 9 septembre 1999  |
| (101960) Molau         | 11 septembre 1999 |
| (147595) Gojkomitić    | 14 avril 2004     |
| (157015) Walterstraube | 25 août 2003      |
| (157301) Loreena       | 16 septembre 2004 |
| (163800) Richardnorton | 26 août 2003      |
| (208351) Sielmann      | 8 septembre 2001  |
| (243073) Freistetter   | 16 avril 2007     |
| (365739) Peterbecker   | 15 septembre 2004 |